# 白石市文化体育活動センター
白石市文化体育活動センター（しろいししぶんかたいいくかつどうセンター）は、宮城県白石市に所在する多目的ホール。愛称は「ホワイトキューブ」。落成当初の愛称は一般公募により選ばれた「キューブ」で、この他に「CUBE」の表記も用いられた。

## 概要
1997年（平成9年）3月、コンサートホールやスポーツ向けのアリーナを備える多目的ホールとして竣工した。条例の白石市文化体育活動センター条例第5条に基づき、指定管理者に指定されている財団法人白石市文化体育振興財団が施設の管理を行う。
コンサートホールは当初からオルガン音楽の演奏を念頭に設計がなされており、残響時間は空席時3.9秒/500Hz・満席時2.2秒/500Hzと日本一の長さで、オルガンや宗教音楽の演奏に適した構造を持つ。ホールの内外装には世界初となるガラス張りの内外壁構造を採用しており、ホール内には大林徳吾郎が設計した115のストップ（音色選択機構）を有するパイプオルガンが設置されている。
アリーナはバスケットボール4面分の広さを有し、NBAの公式戦で使用される可動床（ポータブルフロア）と可動式座席（2,048席）を備えている。バスケットボールをはじめとする屋内スポーツの大会にも使用されており、かつては国内のプロバスケットボールリーグの一つであったバスケットボール日本リーグ・日本バスケットボールリーグ (JBL) の「白石シリーズ」の開催地にもなった。

### コンサートホール
ホール設計上の音楽監督は作曲家の三枝成彰で、当初からオルガン演奏に適した音響の確保が念頭に置かれた。内装には吸音材を使用せず、椅子はアクリル製の特注品を採用することで残響時間を延ばし、日本最長となる残響時間を実現している。
一方内外装については、設計者の堀池秀人が「屋外に居るような明るいオーディトリウム」を、白石市長が「これまでのホールの概念を捨て他にない特徴あるホールを作る」ことを構想しており、最終的にガラス作りのコンサートホールという形で完成された。

## 歴史
- 1995年（平成7年）7月21日 - 起工式が行われる[12]
- 1996年（平成8年）12月20日 - 一般公募により愛称が「キューブ」に決定される[4]
- 1997年（平成9年）
  - 3月 - 竣工
  - 5月14日 - 落成式が行われる[13]
  - 6月27日〜6月29日 - 「白石キューブ・オープニング記念コンサート」が3日間の日程で開催[14]
  - 6月27日〜7月1日 - 国際姉妹都市のハーストビル市（オーストラリア）のピーター・オラー市長と同市の議員4名が白石市に滞在、オープニング記念コンサートを鑑賞[11]
- 2022年3月17日 - 前日に発生した地震（福島県沖地震）の影響でコンサートホールの天井などが崩壊する被害が確認される[15]。

## 受賞歴
- 第39回 BCS賞（1998年）[1]
- 第13回 日本建築士会連合会賞 優秀賞（1998年）[16]

## 所在地
- 宮城県白石市東鷹巣2-2[2]（白石市鷹巣字鳥喰50[1]）

## 交通アクセス
鉄道
- 東日本旅客鉄道（JR東日本）
  - 東北新幹線：白石蔵王駅下車、徒歩約5分[17]
  - 東北本線：白石駅下車、車で約5分[17]

高速道路
- 東北自動車道：白石インターチェンジから車で約15分[17]

230台が駐車可能な駐車場を備えている。

## その他

### 2020年東京オリンピック大会との関係
2020年夏季オリンピック（2020年東京オリンピック）に向けて、ベラルーシの新体操代表チームが事前合宿を白石市・柴田町で行うこととなり、その合宿練習が2017年から2020年にかけてホワイトキューブで行われる予定となっている。

### 伊達政宗公騎馬像
ゲームソフトメーカー「カプコン」とアニメーション製作会社「プロダクション・アイジー」から発売されているアクションゲーム「戦国BASARA」シリーズの伊達政宗公騎馬像が、正面玄関右手の2階フロアへ続く階段脇に飾られている。2015年（平成27年）10月3日に開催された「白石市×戦国BASARAトークライブ」を受けてカプコンから贈呈されたもので、同年11月7日から一般に公開された。騎馬像はプラスチック樹脂製で、横3メートル、高さが台座を含め3.2メートルである。